# Carl Heinrich Bismarck
Carl Heinrich Bismarck (* 7. Oktober 1839 in Mülheim an der Ruhr; † 23. November 1879 in Amoy Xiamen) war ein deutscher Chinaenthusiast und Konsul.

## Berufliche Entwicklung
Carl Heinrich Bismarck besuchte das Paulinum in Münster und anschließend das Friedrichswerdersche Gymnasium in Berlin. Im März 1858 legte er das Abitur ab und schloss daran das Pflichtjahr als Einjährig-Freiwilliger beim Preußischen Militär bis zum 1. April 1859 an. Anschließend wechselte er in die Tätigkeit eines Lehrers am Reinsdorffschen Vorbereitungsinstitut für Offiziere und Fähnrich zum Antritt einer militärischen Berufslaufbahn. Zugleich war er während dieser Zeit im Polizeipräsidium als Volontär eingesetzt. Nachdem er im Sommer 1859 nochmals für drei Monate Militärdienst geleistet hatte, begann er eine Tätigkeit bei einem Rechtsanwalt in Münster. Um sich auf einen bevorstehenden längeren Auslandseinsatz vorzubereiten, absolvierte er nebenbei auch noch ein Volontariat in einem Photoatelier.
Der Plan für Carl Heinrich Bismarck bestand darin, da ihn sein Vater Friedrich Alfred Graf zu Eulenburg (1815–1881) sehr frühzeitig in die Vorbereitung der vom Königreich Preußen 1859 organisierten Ostasienexpedition einbezogen hatte, sich mit fotografischer Tätigkeit in die Expeditionsgruppe einzuordnen. Diese preußische Expedition sollte im Namen aller Staaten des Deutschen Zollvereins, der Hansestädte und Mecklenburgs für günstige Handelsbedingungen mit Ostasien sorgen. Dazu war vorgesehen, nach der begonnenen Öffnung Japans, Verträge mit China, Japan und Siam abzuschließen, die den Handel und die Beziehungen mit den jeweiligen Ländern gestaltbar machen.
Unter der Leitung von Eulenburg hatte Kapitän zur See Henrik Ludvig Sundevall (1814–1884) ein Geschwader aus vier Schiffen, der Korvette Arcona, der Fregatte Thetis, dem Schoner Frauenlob und dem Transportschiff Elbe zusammengestellt. Am 11. Dezember 1859 startete die Expedition in Richtung London. Unterwegs stießen die anderen Schiffe zum Konvoi und umfasste dann etwa 800 Expeditionsteilnehmern, darunter auch Carl Heinrich Bismarck, an Bord. Unter den Teilnehmern befand sich neben Eulenburg, dem die Leitung übertragen worden war, der Attaché Max von Brandt (1835–1920), der Geograph Ferdinand von Richthofen (1833–1905), der Maler Wilhelm Heine (1827–1885), der Marineoffizier Reinhold von Werner (1825–1909), der Seekadett Karl von Eisendecher (1841–1934), als Schiffsarzt Robert Lucius von Ballhausen (1835–1914), die beiden Fotografen John Wilson und August Sachtler. Der Letztgenannte hatte die Aufgabe, Bismarck, der als Fotografengehilfe an der Mission teilnahm, in persönliche Betreuung zu nehmen. Um die Begegnungen und neuen Eindrücke der in Preußen noch weitgehend unbekannten Länder zu dokumentieren, hatten sie drei Kameras, mehrere  Bildprojektionsgeräte, umfangreiche Fotochemie und 2500 Fotoplatten im Gepäck. Auch die notwendige Dunkelkammerausrüstung wurde mitgeführt.
An Bord erlernte Bismarck das noch sehr aufwendige Fotohandwerk. Dazu gehörte die Technik der Bildkomposition, die bei Personenaufnahmen eine lange Zeit des Verharrens notwendig machte. Nach erfolgter Aufnahme begann die aufwendige Arbeit im Fotolabor, die jeweils richtige Mischungen der chemischen Substanzen, Kontrolle der Temperaturen in den Schalen mit den Lösungsmitteln und Einhalten der erforderlichen Belichtungszeiten notwendig machte. Diese Techniken beherrschte Bismarck nach einiger Übungszeit und beschriftete dann nach dem Trocknungsprozess die von ihm angefertigten Fotos mit einer kurzen Beschreibung von Ort sowie Motiv und autorisierte mit seinem Namen. Bereits das erste angesteuerte Ziel Japan brachte eine reiche Ausbeute an Bildern, trotz der noch sehr schwierig handhabbaren Fototechnik. So hielt Bismarck zahlreiche Szenen mit arbeitenden japanischen Menschen, typische Bauwerke und auch die Präsentation eines Samurai mit der Kamera fest und signierte sie auch nach dem sehr aufwendigen Entwicklungsprocedere.
Im Frühjahr 1861 erreichte die Expedition China. Erst nach zähem Ringen war es überhaupt zu einem gemeinsamen Termin und dann zu den vorgesehenen Verhandlungen gekommen. In China hielt Carl Heinrich Bismarck dörfliches Leben und Landschaften fest. Aber er bemühte sich auch während der Zeit des Aufenthaltes an Land, der bis September dauerte, ein wenig die chinesische Sprache zu erfassen. Am 2. September 1860 wurde die Expeditionsteilnehmer Zeuge wie die SMS Frauenlob in einem Taifun von Yokohama unterging. Bei diesem Unglück fanden 47 Expeditionsteilnehmer den Tod. Kurz darauf traten sie die Weiterfahrt nach Bangkok an, wo sie am 22. September eintrafen. Hier hielt Bismarck mit seiner Kamera vorrangig die unbekannte Pflanzenwelt und die jeweiligen Verhandlungspartner fest. Auch dienten die angefertigten Fotografien dem mitreisenden Maler Wilhelm Heine dazu, einzelne der Szenen anhand der Fotos auf die Leinwand zu bannen. Am Ende der Reise waren drei Verträge geschlossen und die drei Fotografen hatten um die 1400 Fotos angefertigt. Über den ursprünglichen Plan hinausgehend waren auch Singapur und das Mekongdelta besucht worden. Mit vielen Eindrücken der in Europa noch wenig bekannten Region, ersten Begegnungen mit asiatischen Sitten und Gebräuchen sowie einem ersten Sprachverständnis kehrte Bismarck 1862 nach Preußen zurück.
Carl Heinrich Bismarck war so angetan und motiviert durch seine Erlebnisse der letzten drei Jahre, dass er sich umgehend beim Auswärtigen Amt in Berlin bewarb. Am 16. Juni 1862 erfolgte seine Einberufung in den preußischen Auswärtigen Dienst. Als Dolmetscher-Eleve wurde er nach China geschickt. Ende September 1862 traf er in Peking ein und trat am preußischen Generalkonsulat seinen Dienst an. In den ersten Monaten absolvierte er noch ein Sprachstudium am Dolmetscher-Institut der britischen Regierung in Peking, um sich für die Aufgaben vorzubereiten. Bereits im November 1864 wechselte er an das Generalkonsulat nach Shanghai. Nach einem Jahr kehrte er von dort nach Peking zurück und wurde an der preußischen Gesandtschaft als Stellvertretender Sekretär und Dolmetscher eingesetzt. Auf Grund seiner Leistungen und der erreichten Anerkennung wurde er am 9. Oktober 1869 zum „Secretaire interpréte“ ernannt. Sein Einsatz in Peking dauerte bis September 1873. Nach einem längeren Urlaub trat er am 14. Januar 1874 seinen Dienst im Auswärtigen Amt in Berlin an. Hier legte er im Sommer 1874 die konsularischen Prüfungen ab und wurde unmittelbar danach als Konsul in Tientsin, am dortigen preußischen Konsulat eingesetzt. Die damit verbundenen Geschäfte übernahm er im November 1874. Mit den Aufgaben war er vor Ort bis August 1876 befasst. Von hier wechselte er in die kommissarische Leitung des preußischen Konsulats in Amoy, dem heutigen Xiamen. Die vollständige Übernahme der Geschäfte erfolgte in der sich für den preußischen Außenhandel gut entwickelnden Küstenregion nahe Shanghai noch im Dezember des gleichen Jahres. Während seiner dreijährigen Tätigkeit als Konsul entwickelten sich die Wirtschaftsbeziehungen zu Preußen recht stabil.
Am 23. November 1879 verstarb Carl Heinrich Bismarck mit nur 40 Jahren in der chinesischen Küstenstadt Amoy, dem heutigen Xiamen.

## Familie
Die Mutter von Carl Heinrich Bismarck, Bertha von Bismarck, war zum Zeitpunkt der Geburt ihres Sohnes erst 16 Jahre alt. Sein Vater Friedrich zu Eulenburg war zu der Zeit noch Student und 24 Jahre alt. Da die Beziehung und anschließende Schwangerschaft einer damals noch Minderjährigen gesellschaftlich inakzeptabel war, wurde Carl Heinrich als uneheliches Kind geboren. Damit ging nach dem Adelsrecht einher, dass er bürgerlichen Standes war, obwohl beide Elternteile adelig waren. Sein Vater unterstützte seine berufliche Entwicklung, unter anderem durch die Beteiligung an der Ostasienexpedition.
Im Jahre 1870 heiratete Carl Heinrich Bismarck Hermine Kaesebier. Aus dieser Ehe gingen drei Kinder, Fritz Bismarck (* 5. Mai 1871), Hermann Bismarck (* 15. November 1875) und Carl Bismarck (* 28. Dezember 1879) hervor.